# Claude Buckenham
Claude Percival Buckenham (Herne Hill, Londres, 16 de gener de 1876 – Dundee, Escòcia, 23 de febrer de 1937) va ser un futbolista i jugador de cricket anglès que va prendre part en els Jocs Olímpics de París de 1900, on guanyà la medalla d'or com a membre de la selecció britànica, representada per l'Upton Park F.C..
En cricket representà Essex per primera vegada el 1899 i el 1910 va disputar una gira amb Anglaterra per Sud-àfrica.